# Вашковцы (Вижницкий район)
Ва́шковцы (укр. Вашківці) — город в Вижницком районе Черновицкой области Украины. Административный центр Вашковецкой городской общины

## Географическое положение
Расположен на правом берегу реки Черемош (приток Прута).

## История
На территории города обнаружены остатки раннеславянских поселений черняховской культуры. Первое письменное упоминание в 1431 году. В 1433—1774 годах — в составе Молдавского княжества, в 1774—1918 годах — под властью Австрии (с 1867 года — Австро-Венгрия). С 1903 года — уездный город. 27 ноября 1918 город, как и вся Буковина, перешёл под власть Румынии.
28 июня 1940 года в составе Северной Буковины вошёл в состав СССР и получил статус города районного значения. В это время населенный пункт представлял собой слаборазвитое местечко. В 1940—1962 годах — центр Вашковецкого района.
В ходе Великой Отечественной войны 6 июля 1941 года был оккупирован немецко-румынскими войсками. В период оккупации всё еврейское население было уничтожено.
Освобождён 31 марта 1944 года войсками 1-го Украинского фронта в ходе Проскуровско-Черновицкой операции:
- 1-я танковая армия — часть сил 24-й стрелковой дивизии (генерал-майор Прохоров Фёдор Александрович) 11-го гвардейского танкового корпуса (генерал-лейтенант танковых войск Гетман Андрей Лаврентьевич)[6].

После окончания войны началось интенсивное культурно-экономическое развитие города, здесь были заложены шахты по добыче бурого угля, построены несколько промышленных предприятий, четыре школы, театр, кинотеатр, Дом культуры и другие культурно-просветительские учреждения.
По состоянию на начало 1971 года здесь действовали спиртовой завод, фабрика хозинвентаря и медицинское училище.
В 1989 году основой экономики города являлись консервный завод и производство художественных изделий.
В мае 1995 года Кабинет министров Украины утвердил решение о приватизации консервного завода.
В 1997 году Вашковецкое медицинское училище было реорганизовано в филиал Черновицкого государственного медицинского института.
В январе 1999 года было возбуждено дело о банкротстве консервного завода.

## Экономика
- спиртзавод и хлебокомбинат[11]

## Транспорт
Железнодорожная станция.

## Население
Динамика населения города:
| 1930  | 1941  | 1968   | 1989  | 2001  | 2005  | 2007  | 2009  | 2010  | 2013  |
| ----- | ----- | ------ | ----- | ----- | ----- | ----- | ----- | ----- | ----- |
| 6 354 | 5 916 | 7 тыс. | 5 811 | 5 987 | 5 830 | 5 660 | 5 545 | 5 506 | 5 406 |

## Достопримечательности
- Мемориальный комплекс — братская могила воинам Советской армии и памятный знак воинам-землякам, погибшим в годы Великой Отечественной войны[4].
- Дом-музей Г. Гараса (1936)[4].
- Памятник Т. Шевченко (1940)[4].
- Православная церковь Святого Николая (1854).
- Католический храм Успения Пресвятой Девы Марии (1826).
- Рядом с городом находится Аннина гора. В 1993 году на ней был основан Свято-Аннинский женский монастырь[13].

## Известные жители
В городе жили и работали: украинский художник, заслуженный мастер народного творчества Украины Георгий Гарас (1901—1972), писатель Иван Бажанский (1863—1933).